# New Thang
New Thang è un singolo del cantante, cantautore Redfoo rilasciato ad Agosto. A livello globale il brano riscuote un buon successo su YouTube, attualmente è la canzone più vista dopo la separazione con LMFAO con oltre 400 milioni di visualizzazioni.
Nel 2020 il singolo entra in tendenza sulla piattaforma di Tik Tok.

## Video
Il video ufficiale è stato distribuito su YouTube il 24 agosto 2014.
Il video si apre con Redfoo che arriva con la macchina e inizia a cantare e a provarci con delle belle ragazze, ha un certo punto arriva un uomo a torso nudo che suona uno sassofano, attirando a se l’attenzione di tutte le ragazze.
Verso la fine del video Redfoo vedendo che le ragazze lo ignorano e seguono solo l’uomo è il suo sassofano, inverte le cose e si presenta lui a torso nudo con un sassofano e tutte le ragazze ritornano da lui.
Vedendo il suo risultato Redfoo fà un gesto di vittoria, mentre l’uomo con il sassofano lo guarda e fa un cenno di ammirazione.

## Classifiche e vendite
| Classifica (2014)                        | Posizione massima |
| ---------------------------------------- | ----------------- |
| Australia                                | 3                 |
| Corea del Sud                            | 3                 |
| Finlandia                                | 18                |
| Francia                                  | 78                |
| Grecia                                   | 2                 |
| Nuova Zelanda                            | 3                 |
| Slovacchia                               | 65                |
| Svezia                                   | 6                 |
| Stati Uniti (Hot Dance/Electronic songs) | 42                |
| Ungheria                                 | 31                |

| Unità vendute         |
| --------------------- |
| Corea del Sud 720.000 |